# Quercus mohriana
Quercus mohriana Buckley ex Rydb. – gatunek roślin z rodziny bukowatych (Fagaceae Dumort.). Występuje naturalnie w Meksyku (w stanie Coahuila) oraz południowych Stanach Zjednoczonych (w Nowym Meksyku, Teksasie oraz Oklahomie). 

## Morfologia
PokrójZimozielone lub zrzucające liście drzewo lub krzew. Dorasta do 0,5–3 m wysokości. Tworzy kłącza. Kora jest szorstka.
LiścieBlaszka liściowa jest skórzasta i ma kształt od eliptycznego do podługowatego. Mierzy 3–5 cm długości oraz 2–3 cm szerokości, jest całobrzega, ząbkowana lub piłkowana na brzegu, ma nasadę od zaokrąglonej do klinowej i ostry wierzchołek. Ogonek liściowy jest nagi i ma 2–5 mm długości.
OwoceOrzechy zwane żołędziami o kształcie od jajowatego do elipsoidalnego, dorastają do 8–15 mm długości i 5–12 mm średnicy. Osadzone są pojedynczo w miseczkach w kształcie kubka, które mierzą 5–12 mm długości i 8–18 mm średnicy. Orzechy otulone są w miseczkach do połowy ich długości.

## Biologia i ekologia
Rośnie na skalistych stokach. Występuje na wysokości od 600 do 2500 m n.p.m.